# Kreisgericht Lötzen
Das Kreisgericht Lötzen war ein preußisches Kreisgericht in der damaligen Provinz Preußen mit Sitz in Lötzen.

## Geschichte
Im Bezirk des Kreisgerichts Lötzen bestanden bis 1849 das königliche Land- und Stadtgericht Lötzen, das Land- und Stadtgericht Rhein sowie viele Patrimonialgerichte.
1849 wurden in Preußen einheitlich Kreisgerichte geschaffen. Hierbei wurde die Patrimonialgerichtsbarkeit abgeschafft und die Patrimonialgerichte wurden aufgehoben. Auch die eingangs genannten Gerichte wurden aufgehoben und es entstand das Königliche Kreisgericht Lötzen. Es war für den Landkreis Lötzen zuständig.
Schwurgerichtssachen wurden beim Kreisgericht Angerburg verhandelt. Am Gericht waren 1870 ein Direktor und sechs Kreisrichter eingesetzt. 1870 betrug die Zahl der Gerichtseingesessenen 39.014. Eine Gerichtskommission war in Rhein eingerichtet. Gerichtstage wurden in Widminnen gehalten.
Im Rahmen der Reichsjustizgesetze wurde das Gerichtswesen in Deutschland 1879 vereinheitlicht. Damit wurde das Kreisgericht Lötzen aufgehoben und das königlich preußische Amtsgericht Lötzen mit Wirkung zum 1. Oktober 1879 als eines von zehn Amtsgerichten im Bezirk des Landgerichtes Lyck als Nachfolger gebildet. In Rhein entstand das Amtsgericht Rhein.

## Richter
- Julius Ferdinand Steffenhagen (Direktor 1846–1855)
- Sigismund Droese (Direktor 1873–1879)